# Shannon Johnson (basketballer)
Shannon Regina Johnson (Hartsville, 18 augustus 1974) is een voormalig Amerikaans basketbalspeelster. Zij won met het Amerikaans basketbalteam de gouden medaille tijdens de Olympische Zomerspelen 2004.
Johnson speelde voor het team van de University of South Carolina, voordat zij in 1997 in de American Basketball League ging spelen. Daar won ze in twee seizoenen met de Columbus Quest de titel. In 1999 maakte zij haar WNBA-debuut bij de Orlando Miracle. In totaal speelde zij 11 seizoenen in de WNBA. Ook speelde ze meerdere seizoenen in Europa.
Tijdens de Olympische Zomerspelen 2004 in Athene won ze olympisch goud door Australië te verslaan in de finale met 74-63. Ook won ze met het nationale team het Wereldkampioenschap basketbal 2002 in China.
Na haar carrière als speler werd zij basketbalcoach.